# CNN Árabe
CNN Arabic es un sitio web de noticias puesto en marcha el 19 de enero de 2002. Ofrece noticias internacionales desde una perspectiva árabe, con actualizaciones continuas sobre los acontecimientos regionales e internacionales.
El sitio web de la CNN Arabic, que es parte de la red de CNN y tiene su sede en Dubái, está gestionado por un número de periodistas árabes profesionales y experimentados.
El trabajo de este equipo se complementa con sus homólogos en todo el mundo en diferentes oficinas de la CNN, además de otros equipos de trabajo en la CNN de los servicios digitales en Europa, Hong Kong y los Estados Unidos.
El sitio web de CNN Arabic se compone de una serie de secciones, que incluyen noticias del mundo, Oriente Medio, ciencia y tecnología, negocios, entretenimiento y deportes, además de informes especiales y videos. Cuenta con entrevistas exclusivas con estrellas del deporte árabes y un informe diario sobre los mercados de valores árabes.
El sitio web también refleja los debates en los medios sociales como Facebook, blogs y Twitter, y hay una encuesta diaria sobre temas de actualidad. La sección de videos incluye historias de política, tecnología, negocios, cultura y artes.
El sitio web también ofrece una serie de servicios, tales como noticias de última hora enviadas por correo electrónico y SMS. El sitio incluye también información sobre la red de la CNN y la publicidad en la televisión y los sitios web diferentes.